# 1866 у залізничному транспорті
1866 у залізничному транспорті

## Події
- 4 вересня (за старим стилем) відкрита Рязансько—Козловська лінія довжиною 198 верст.
- У Російській імперії на Петербург—Московській залізниці почали курсувати спальні вагони[1].
- Відкрита перша ділянка колій з системи ліній, які у 1893 складуть Південно-Східну залізницю.
- Засновано Івано-Франківський локомотиворемонтний завод у місті Станиславові, як  Головні машинні майстерні  залізниці Львів—Чернівці.
- Засновано Даугавпілський локомотиворемонтний завод[ru], як  Двінські головні залізничні майстерні  Петербург-Варшавської та Ризько-Орловської залізниць.
- Засновано Мічурінський локомотиворемонтний завод[ru], як  Козловські залізничні майстерні  Рязансько-Козловської залізниці.